# Pop Trash
Pop Trash er det tiende studiealbum fra Duran Duran.
1. Someone Else Not Me
2. Lava Lamp
3. Playing With Uranium
4. Hallucinating Elvis
5. Starting To Remember
6. Pop Trash Movie
7. Fragment
8. Mars Meets Venus
9. Lady Xanax
10. The Sun Doesn't Shine Forever
11. Kiss Godbye
12. Last Day On Earth

Albummet blev udgivet i 2000